# Yannis Baraban
Yannis Baraban (ur. 9 lutego 1972 w Nîmes) – francuski aktor i reżyser teatralny, filmowy i telewizyjny.

## Życiorys
Urodził się w Nîmes, w regionie Langwedocja-Roussillon. Jako nastolatek odnosił międzynarodowe sukcesy w grze w piłkę ręczną, lecz w wieku siedemnastu lat doznał kontuzji kolana i został zmuszony do porzucenia swoich marzeń. Następnie zainteresował się teatrem, co zmieniło jego życie. Dorabiał jako barman. W 1997 studiował dramat w Conservatoire National Superieur d 'Art dramatique, a potem kontynuował naukę w Szkole Rue Blanche.
Po debiutanckim występie na małym ekranie w telefilmie France 2 Zabicie bez ryzyka (Meurtres sans risque, 1998) z Ludivine Sagnier, zagrał postać Litavica w biograficznym dramacie przygodowym Druidzi (Vercingétorix, 2001) u boku Christophera Lamberta, Klausa Marii Brandauera i Maxa von Sydow. Zdobył popularność jako Mathias Rousseau, wychowanek fundacji Saint-André w serialu kryminlnym Horoskop śmierci (Le Zodiaque, 2004) i sequelu Horoskop śmierci 2 (Le Maitre de Zodiaque, 2006).

## Wybrana filmografia

### Filmy kinowe
- 2001: Druidzi (Vercingetorix) jako Litavic
- 2007: Sous mes yeux jako Ojciec

### Filmy TV
- 1998: Meurtres sans risque jako Damien Vernet
- 2006: Józefina (Joséphine) jako Napoleon Bonaparte
- 2006: Le Temps de la desobeissance jako Charles de la Barre
- 2006: Mémoire de glace jako Podporucznik Le Kerrec
- 2007: La Taupe jako komandant Lafitte

### Seriale TV
- 2004: Horoskop śmierci (Le Zodiaque) jako Mathias Rousseau
- 2006: Horoskop śmierci 2 (Le Maitre de Zodiaque) jako Mathias Rousseau
- 2007: Fabien Cosma jako Victor Le Garrec
- 2007: Komisarz Cordier (Commissaire Cordier) jako Richard Herman
- 2008: Sauveur Giordano